# 2005 في المملكة المتحدة
فيما يلي قوائم الأحداث التي وقعت خلال عام 2005 في المملكة المتحدة.

## أحداث
- 7 يوليو – تفجيرات لندن 7 يوليو 2005

## سياسة

### تعيين في المنصب
- 1 يناير – جيني تونج عضو مجلس اللوردات.
- 5 مايو – ديفيد ميلباند Minister of State for Communities and Local Government [الإنجليزية]‏.
- 6 مايو – ألان جونسون وزير الدولة للأعمال والتجارة [الإنجليزية]‏.
- 6 مايو – تيريزا ماي وزير دولة - ظل - للثقافة والإعلام والرياضة [الإنجليزية]‏،زعيم ظل مجلس العموم [الإنجليزية]‏.
- 6 مايو – ديفيد كاميرون وزير ظل للتعليم [الإنجليزية]‏،زعيم حزب المحافظين (المملكة المتحدة)، زعيم معارضة.
- 10 مايو – ليام فوكس وزير ظل الدولة للخارجية [الإنجليزية]‏،وزير ظل الدولة لشؤون الدفاع [الإنجليزية]‏.
- 11 مايو – كيم هاولز وزير الدولة للشؤون الخارجية  [لغات أخرى]‏.
- 6 ديسمبر – فيليب هاموند وزير دولة - ظل - للعمل والمعاشات [الإنجليزية]‏.
- 6 ديسمبر – ويليام هيغ وزير ظل الدولة للخارجية [الإنجليزية]‏.

### انتهاء فترة المنصب
- 6 مايو – ألان جونسون وزير الدولة لشؤون العمل والمعاشات [الإنجليزية]‏.
- 24 يونيو – دافيد تريمبل زعيم حزب ألستر الوحدوي ‏.
- 6 ديسمبر – تيريزا ماي وزير دولة - ظل - للثقافة والإعلام والرياضة [الإنجليزية]‏،وزير دولة - ظل - للثقافة والإعلام والرياضة [الإنجليزية]‏، وزير ظل الدولة للأسرة [الإنجليزية]‏.
- 6 ديسمبر – ديفيد كاميرون وزير ظل للتعليم [الإنجليزية]‏.
- 6 ديسمبر – ليام فوكس وزير ظل الدولة للخارجية [الإنجليزية]‏.
- 6 ديسمبر – ميخائيل هوارد زعيم حزب المحافظين (المملكة المتحدة)، زعيم معارضة.

## رياضة
- 1 يناير – بطولة ويمبلدون 2005
- 10 يوليو – جائزة بريطانيا الكبرى 2005 الفائز خوان بابلو مونتويا.

## ظهور
- 1 يناير – رسائل الأحياء دورية علمية.

## أفلام
من الأفلام التي صدرت هذه السنة في المملكة المتحدة:
- 1 يناير – ألفي من إخراج تشارلز شيير.
- 1 يناير – السيدة هندرسن تقدم من إخراج ستيفن فريرز.
- 1 يناير – الشارع الأخضر من إخراج ليكسي ألكسندر.
- 1 يناير – العالم الجديد من إخراج تيرينس ماليك.
- 1 يناير – تتبع من إخراج كريستوفر نولان.
- 1 يناير – جزيرة البقاء من إخراج Stewart Raffill [الإنجليزية]‏.
- 1 يناير – ذرية تشاكي من إخراج دون مانشيني.
- 1 يناير – شوتنغ دوغز من إخراج مايكل كايتون-جونز.
- 1 يناير – فندق رواندا من إخراج تيري جورج.
- 1 يناير – كريب من إخراج كريستوفر سميث (كاتب).
- 1 يناير – ميلاد مجيد من إخراج كريستيان كاريون.
- 1 يناير – نقطة المباراة من إخراج وودي آلن.
- 4 أبريل – ذا إنتربريتر من إخراج سيدني بولاك.
- 4 أبريل – قوانين الجاذبية من إخراج بيتر هاويت.
- 28 أبريل – دليل المسافر إلى المجرة من إخراج جاريث جينجس.
- 4 مايو – مملكة السماء من إخراج ريدلي سكوت.
- 10 يوليو – تشارلي ومصنع الشوكولاتة من إخراج تيم برتون.
- 25 يوليو – كبرياء وتحامل من إخراج جو رايت.
- 18 أغسطس – تسوتسي من إخراج جافن هود.
- 31 أغسطس – البستاني المخلص من إخراج فرناندو ميريليس.
- 1 سبتمبر – فانيتى فير من إخراج ميرا ناير.
- 4 سبتمبر – العثور على أرض الخلود من إخراج مارك فورستر.
- 16 سبتمبر – دليل من إخراج جون مادن.
- 17 أكتوبر – هدف من إخراج داني كانون.
- 20 أكتوبر – هلاك من إخراج Andrzej Bartkowiak [الإنجليزية]‏.
- 6 نوفمبر – هاري بوتر وكأس النار من إخراج مايك نيويل.
- 16 نوفمبر – الإسكندر من إخراج أوليفر ستون.
- 8 ديسمبر – سجلات نارنيا: الأسد، الساحرة وخزانة الملابس من إخراج أندرو آدمسون.
- 11 ديسمبر – ثاء رمزا للثأر من إخراج James McTeigue [الإنجليزية]‏.
- 15 ديسمبر – الفوضى من إخراج توني جيجليو.

## برامج ومسلسلات وأنمي
- بينغو

## موسيقى

### أغاني
من الأغاني التي صدرت هذه السنة في المملكة المتحدة:
- 18 أكتوبر – التعلق من غناء مادونا.

## كتب
من الكتب التي صدرت هذه السنة في المملكة المتحدة:
- 1 يناير – الله خلق الأعداد الصحيحة من تأليف ستيفن هوكينج.
- 1 يناير – تاريخ أكثر إيجازا للزمن من تأليف ستيفن هوكينج.
- 1 يناير – ستالين الشاب من تأليف سيمون صباغ مونتيفيوري.
- 1 يناير – لا تدعني أذهب أبدا من تأليف كازوو إيشيغورو.
- 2 يناير – إعلان عن جريمة من تأليف أجاثا كريستي.
- 7 يونيو – الطريق إلى الهاوية من تأليف نيك هورنبي.
- 16 يوليو – هاري بوتر والأمير الهجين من تأليف ج. ك. رولينج.
- 1 أكتوبر – لطفاء ولاعبون من تأليف جوان هاريس.
- 11 ديسمبر – أوراق لعب على الطاولة من تأليف أجاثا كريستي.

## وفيات

### يناير
- 1 يناير – جلان ويلسون (مواليد 1929) لاعب كرة قدم بريطاني.
- 1 يناير – روي جونز (مواليد 1924) لاعب كرة قدم إنجليزي.
- 2 يناير – جون زيمان (مواليد 1925) فيزيائي نيوزيلندي.
- 17 يناير – جورج والكر (مواليد 1926)
- 20 يناير – ميريام روثشيلد (مواليد 1908)

### فبراير
- 25 فبراير – بيتر بينيسن (مواليد 1921) محامي من المملكة المتحدة.

### مارس
- 15 مارس – بيل ماكغري (مواليد 1927) لاعب كرة قدم إنجليزي.
- 26 مارس – جيمس كالاهان (مواليد 1912)

### أبريل
- 7 أبريل – هنري كليفورد أليسون (مواليد 1932)
- 23 أبريل – جون ميلز (مواليد 1908) ممثل إنجليزي.

### مايو
- 12 مايو – مارتن لنكز (مواليد 1909)
- 25 مايو – سونيل دوت (مواليد 1930)

### يونيو
- 13 يونيو – جوناثان آدامز (مواليد 1931)

### يوليو
- 14 يوليو – مات باتريك (مواليد 1919) لاعب كرة قدم إنجليزي.
- 17 يوليو – إدوارد هيث (مواليد 1916)
- 21 يوليو – لونغ جون بولدري (مواليد 1941)

### أغسطس
- 6 أغسطس – روبن كوك (مواليد 1946) سياسي من المملكة المتحدة.
- 11 أغسطس - يسطس أكينبايو أكينسانيا، ممرض وباحث من المملكة المتحدة.
- 31 أغسطس – هنري ساغس (مواليد 1920)

### أكتوبر
- 2 أكتوبر – هاميلتون كامب (مواليد 1934)
- 4 أكتوبر – أندريه واتركيين (مواليد 1917)
- 15 أكتوبر – ريمون توكي (مواليد 1910)
- 18 أكتوبر – جوني هاينز (مواليد 1934) لاعب كرة قدم إنجليزي.
- 26 أكتوبر – جورج سويندن (مواليد 1914) لاعب ومدرب كرة قدم إنجليزي.
- 30 أكتوبر – غوردون كرايغ (مواليد 1913) مؤرخ أمريكي.

### نوفمبر
- 5 نوفمبر – جون فاولز (مواليد 1926) كاتب بريطاني.
- 25 نوفمبر – جورج بست (مواليد 1946) لاعب كرة قدم بريطاني.
- 25 نوفمبر – ريتشارد بيرنز (مواليد 1971) سائق رالي من المملكة المتحدة.

### ديسمبر
- 23 ديسمبر – كاي ستامرز (مواليد 1914) لاعبة كرة مضرب من المملكة المتحدة.